# Dimitrios Grivas

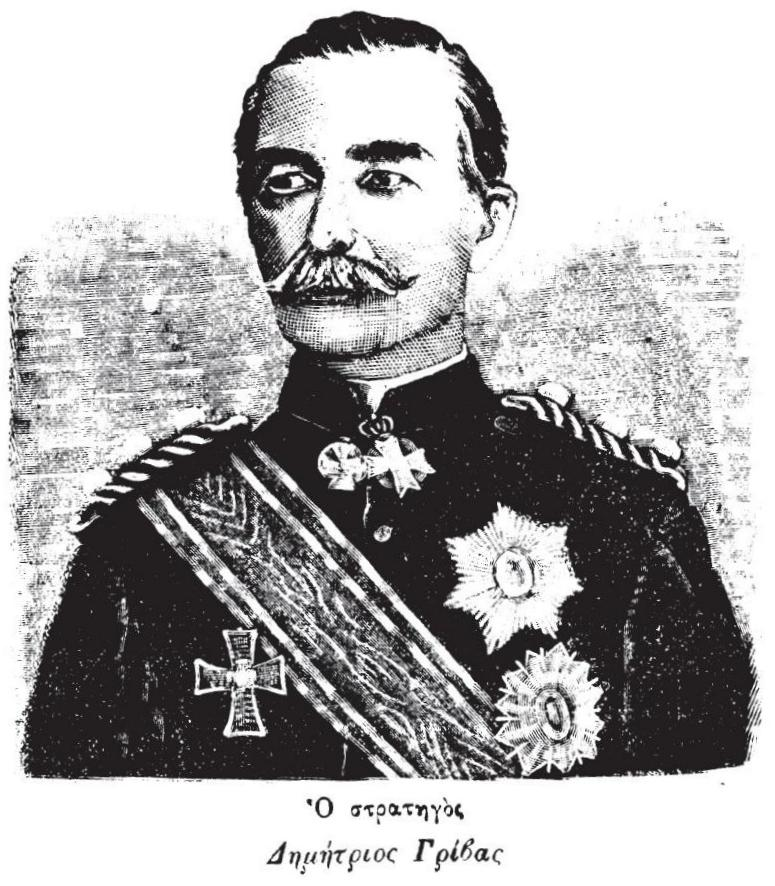
Dimitrios Grivas.

Dimitrios Grivas, född 1829, död 1889 i Marseille, var en grekisk politiker. Han var son till Theodoros Grivas.
Grivas deltog i faderns företag i Epirus 1854 och i upprorsförsöket i Nauplia i februari 1862. Efter kung Ottos störtande var han medlem av den deputation, som 1863 erbjöd Georg kronan. Han var under 1860- och 1870-talen flera gånger krigs- eller marinminister, dock var gång endast för kort tid, och fick 1882 högsta befälet i Tessalien. 